# Llac Blau
|  | No s'ha de confondre amb El llac blau. |

El llac blau geotermal (en islandès: Bláa lónið) és un llac d'aigües calentes d'origen geotèrmic amb funcions de spa que es troba a Islàndia i és una de les seves atraccions més visitades. Les aigües que desprenen vapor són part d'una formació de lava. El Llac blau es troba al camp de lava de Grindavík a la Península de Reykjanes, al sud-oest d'Islàndia. És a uns 13 km de l'aeroport de Keflavík i a 39 km de Reykjavík.

## Descripció
Les aigües calentes d'aquest llac són riques en minerals com el silici i el sofre i es creu que banyar-se en aquest llac pot ajudar a combatre malalties de la pell com la psoriasis. La temperatura de l'aigua en la zona dels banys es troba entre els 37–39 °C. També funciona com un centre de recerca científica per a buscar el guariment de malalties de la pell.

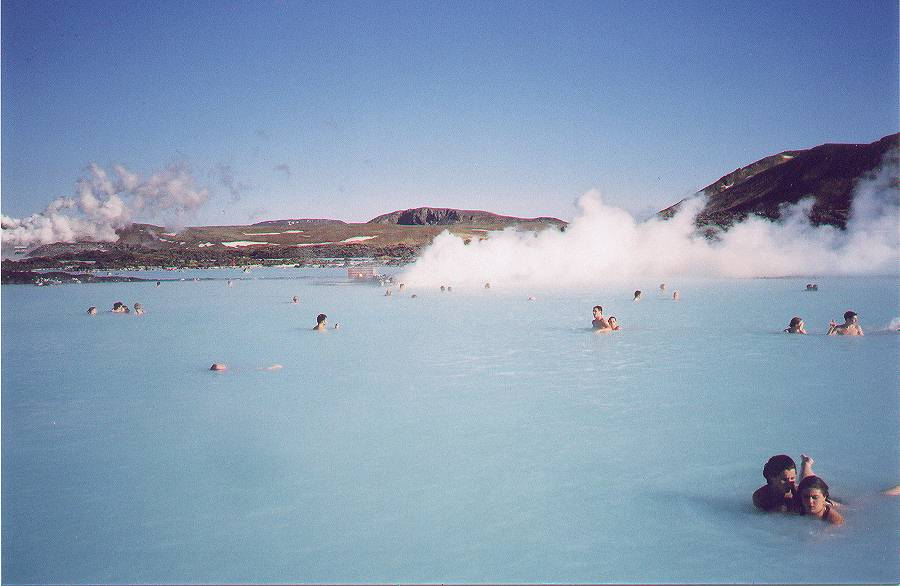
Bláa lónið

Aquest llac s'alimenta de la sortida de les aigües de la propera planta d'energia geotèrmica de Svartsengi i es renova cada dos dies.